# (38418) 1999 RW218
1999 RW218 (asteroide 38418) é um asteroide da cintura principal. Possui uma excentricidade de 0.07961770 e uma inclinação de 2.14488º.
Este asteroide foi descoberto no dia 5 de setembro de 1999 por Spacewatch em Kitt Peak.